# Yasmine Fouad
Yasmine Salah El-Din Fouad Abdel Aziz est une femme politique égyptienne. Elle est nommée ministre de l'Environnement dans le gouvernement de Moustafa Madbouly, le 18 juin 2018,.  

## Biographie
Titulaire d'une maîtrise en sciences de l'environnement, elle obtient son doctorat en sciences politiques dans le domaine des études euro-méditerranéennes.
Elle accumule plus de 20 ans d’expérience en environnement et coopération internationale, travaillant pour l'Organisation des Nations Unies, des Organisations Non Gouvernementales (ONG) et universités,.
Présidente de la quatorzième réunion de la Conférence des Parties (COP 14) à la Convention sur la diversité biologique (CDB) EN 2018, elle dirige aussi la Conférence des Nations Unies sur les changements climatiques de 2022 tenue à Charm el-Cheikh  en Égypte.